# Aelurillus jerusalemicus
Aelurillus jerusalemicus là một loài nhện trong họ Salticidae.
Loài này thuộc chi Aelurillus. Aelurillus jerusalemicus được Jerzy Prószyński miêu tả năm 2000.